# Jin Asgad
Jin Asgad fut un Roi des Rois d'Éthiopie de 1297 à 1298, membre de la dynastie salomonide et 4e fils de Yagbéa-Syon.